# Hauʻoli Kikaha
Hauʻoli Kikaha (* 24. Juli 1992 in Laie, Hawaii als Hauʻoli Jamora) ist ein ehemaliger US-amerikanischer American-Football-Spieler in der National Football League (NFL) und auch in der XFL. Er spielte als Linebacker bei den New Orleans Saints sowie den Dallas Renegades.

## College
Kikaha, geboren als Hauʻoli Jamora – er änderte seinen Namen im Alter von 21 Jahren – besuchte die University of Washington und spielte für deren Team, die Huskies, auf verschiedenen Positionen in der Defense. Obwohl er mit zwei Kreuzbandrissen für längere Zeit ausfiel, konnte er insgesamt 206 Tackles setzen und 35.5 Sacks erzielen.

## NFL
Kikaha wurde beim NFL Draft 2015 in der zweiten Runde als insgesamt 44. von den New Orleans Saints ausgewählt. Er konnte sich sofort etablieren und lief in seiner
Rookie-Saison in 15 Spielen auf, 10-mal sogar als Starter. Er persönlich zeigte gute Leistungen, konnte aber nicht verhindern, dass die Defense der Saints – wie schon im Jahr davor – die schlechteste der gesamten Liga blieb.
Am 9. Juni 2016 zog er sich in der Saisonvorbereitung neuerlich einen Kreuzbandriss zu und fiel die gesamte Spielzeit 2016 aus.
In der neu formierten Abwehr 2017 kam er in 11 Spielen zum Einsatz, wobei ihm vier Sacks gelangen.
Kurz vor Beginn der Spielzeit 2018 wurde Kikaha von den Saints entlassen.

## XFL
Im Oktober 2019 wurde er von den Dallas Renegades für die wieder gegründete Profiliga XFL gedraftet. Obwohl er regelmäßig zum Einsatz kam und auch ansprechende Leistungen erbringen konnte, erklärte Kikaha nach nur drei Partien seinen Rücktritt aus nicht näher genannten persönlichen Gründen. Ein späteres neuerliches Comeback wollte er dezidiert nicht ausschließen.